# Tintane
Tintane est une ville et une commune du sud de la Mauritanie située dans la région de Hodh El Gharbi, sur la route de l'Espoir – un important axe routier transmauritanien qui relie la capitale Nouakchott à Néma. Tintane est le chef-lieu de la moughataa du même nom.

## Population
Lors du recensement de 2000, Tintane comptait 9 938 habitants.